# David Podhráský
David Podhráský (* 19. června 1986, Praha) je český florbalový trenér, bývalý hráč a mistr Česka. V nejvyšší české florbalové soutěže hrál v letech 2006 až 2013. Je spojen zejména s kluby Tatran Střešovice a Florbal Chodov. Na Chodově od roku 2013 působí jako hlavní trenér a tým dovedl ke dvěma mistrovským titulům v letech 2016 a 2017.

## Rodina
Bratr Davida Podhráského, Michal, je také bývalý hráč florbalu a reprezentant. Manželka Dominika, rozená Šteglová, je bývalá florbalová hráčka Tigers Jižní Město, trenérka a reprezentantka. Tchyně Markéta Šteglová je bývalá reprezentační trenérka a hráčka.

## Florbalová kariéra
David Podhráský hrál v dětství hokej. S florbalem začal na základní škole a později pokračoval spolu s mladším bratrem Michalem v mládežnickém týmu DDM Praha 7 Faraos, ze kterého ve 13 letech přestoupil do Tatranu Střešovice. V mládežnických kategoriích získal v Tatranu několik trofejí včetně stříbrné juniorské medaile ze sezóny 2003/2004. V klubu již od 16 let začal trénovat děti. V nejvyšší soutěži poprvé nastoupil v ročníku 2003/2004, ale pravidelně nastupoval až v sezóně 2006/2007, kdy s Tatranem získal mistrovský titul. V roce 2007 jeho kariéru zbrzdilo zranění. Na Poháru mistrů evropských zemí ve Švédsku si David přetrhl vazy v levém koleni. Po půlroční absenci odešel v roce 2008 na hostování do FbŠ Bohemians, ale ročník mu ukončilo další zranění, tentokrát výron kotníku.
Na sezónu 2008/2009 přešel do týmu TJ JM Chodov. Za Chodov hrál až do konce své vrcholové hráčské kariéry v ročníku 2012/2013. Jako hráč získal s Chodovem nejprve bronz v sezóně 2011/2012 a v následující rok vicemistrovský titul a zlato v Poháru. V zápasech se střetával se svým bratrem, který hrál stále za Tatran.
Po skončení hráčské kariéry se v roce 2013 stal na Chodově nejmladším hlavním trenérem v Superlize. V této roli nahradil Radima Cepka. Souběžně byl sekretářem ženského klubu Herbadent SJM Praha 11, kde hrála jeho budoucí manželka Dominika Šteglová. Jako trenér Chodova, po dvou relativně neúspěšných letech, dovedl tým v sezónách 2015/2016 a 2016/2017 k prvním dvěma mistrovským titulům. Stal se tak prvním trenérem, který obhájil vítězství v Superfinále. Za obě vítězné sezóny byl také vyhlášen nejlepším trenérem. V následujícím ročníku, od kterého za Chodov hrál i jeho bratr Michal, získal s týmem ještě bronz a další přidal v sezóně 2020/2021. V roce 2024 získali stříbro v pohárové soutěži.
David Podhráský je zároveň úspěšným mládežnickým trenérem. S mládežnickými týmy Tatranu a Chodova získal mnoho medailí v regionálních soutěžích i na Mistrovství ČR. V klubu má také na starosti marketing. V letech 2020 až 2022 nahrával s Janem Barákem podcast "Bari & Dejv" o florbale se zaměřením na chodovský klub.
Mimo trénování nastupoval od konce vrcholové hráčské kariéry do roku 2020 v nižších soutěžích, včetně Národní ligy, za B tým Chodova a týmy Traverza Mukařov a Start98 Praha-Kunratice, které s Chodovem spolupracují.